# HT1100
FOMA HT1100（フォーマ・えいちてぃ せんひゃく）は、HTC製のNTTドコモの第三世代携帯電話(FOMA)端末である。

## 概要
- モトローラの前モデルM1000の後継機種の一つである。

- 国際ローミングやBluetoothに対応しているが、無線LANと赤外線通信は非対応である。

- F1100と同様に個人で購入可能なPocket PCである。

- FOMAハイスピードに対応したことより、ブラウジングが快適になった。F1100と同様でWindows Media Audio形式の音楽ファイル再生に対応、またデジタル著作権管理（Digital Rights Management）に対応しているが、Napster等の有料音楽配信サイトは非対応で、他にMP3、AACにも対応しており、バックグラウンド再生にも対応しており、連続再生時間は約8時間可能である。

- セキュリティ関連は、「遠隔ダイヤルロック」やウイルス対策機能として「セキュリティスキャン」も搭載しており十分なセキュリティ機能が搭載している。

- 画面サイズは、2.6インチで、240×320ドットQVGAを採用しており、ダイヤルボタンはあるがスライド式のテンキーを採用し、付属のタッチペンによる操作の他にタッチパネルで指を3Dキューブ状のメニューを回転させて直感的な操作可能な独自の「TouchFLO」を採用している。

- メインカメラの性能はCMOS約200万画素のAFを搭載し、サブカメラはCMOSの約10万画素を搭載しているのでテレビ電話も対応している。

- 外部メモリに関してNTTドコモでは、2GBまでのmicroSDと4GBまでのmicroSDHCにも対応している。それ以上の容量のmicroSDの利用に関しては自己責任となる。

- また、M1000やF1100と同様Excel、Word、PowerpointなどのMicrosoft Office系のファイルやPDF形式のファイルを閲覧、編集することが可能。

- 端末での通信に関しては、iモードには対応せず、パケ・ホーダイ及びパケ・ホーダイフルの利用はできない。 その代りに、Biz・ホーダイを利用することにより定額通信が可能である。

- メールはiモードメールは使用出来ないが、プロバイダメールを使用することが出来る。NTTドコモのサービスmoperaUやmoperaのプロバイダメールや、Yahoo!メールなどを使用し、送受信することが可能。複数のメールアカウントを登録することができ、ビジネス、プライベートと分けて使うことが出来る。mopera Uメールを利用すれば、プッシュ型電子メールを利用することが可能。
  - 2009年4月1日よりiモード.netモバイルモードによりiモードメールの送受信が可能となった。

| 主な対応サービス           | 主な対応サービス                    | 主な対応サービス         | 主な対応サービス                      |
| -------------------------- | ----------------------------------- | ------------------------ | ------------------------------------- |
| DCMX／おサイフケータイ     | うた・ホーダイ                      | 着うたフル／着うた       | ミュージックプレーヤー(WMA)(AAC)(MP3) |
| 直感ゲーム／メガiアプリ    | Music&Videoチャネル／ビデオクリップ | GSM／3Gローミング        | プッシュトーク                        |
| FOMAハイスピード           | GPS／ケータイお探し                 | デコメール／デコメ絵文字 | iチャネル                             |
| 着もじ                     | テレビ電話／キャラ電                | 電話帳お預かりサービス   | フルブラウザ                          |
| おまかせロック／バイオ認証 | 外部メモリーへiモードコンテンツ移行 | トルカ                   | iC通信／iCお引越しサービス            |
| きせかえツール／マチキャラ | バーコードリーダ／名刺リーダ        | 2in1                     | エリアメール                          |

## 歴史
- 2007年8月30日  F1100とともに開発を発表
- 2008年1月9日   FOMA HT1100 (Neon100)のテュフ・ラインランド・ジャパン(TUV)による技術基準適合認定の設計認証（設計認証番号AD08-0026005）
- 2008年1月10日　FOMA HT1100 (Neon100)のTUVによる技術基準適合証明の工事設計認証（工事設計認証番号005XYAA0128、005MWAA0075、005WWDA0060）
- 2008年1月16日　FOMA HT1100 (Neon100)のTUVによる技術基準適合証明の工事設計認証（工事設計認証番号005XYAA0129、005MWAA0076）
- 2008年6月12日　発売開始